# Historia de Santander

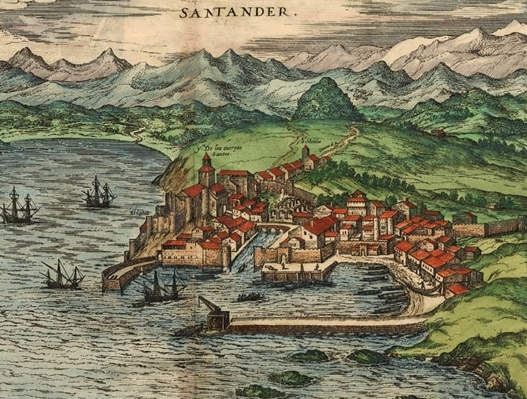
Santander vista por Joris Hoefnagel a finales del. Este grabado es la imagen más antigua existente de la ciudad. Se sabe que Hoefnagel no estuvo en la por entonces villa y que lo hizo a partir de otras fuentes para su obra Civilates orbis terrarum (Las ciudades del mundo) de 1572.

Santander es la capital de la comunidad autónoma de Cantabria, en el norte de España. Su historia se forja desde la segunda mitad del siglo I a. C., año 26, siendo la razón de su existencia el puerto y su tráfico comercial, como acreditan sus primeros restos arqueológicos pertenecientes a la época del Alto Imperio romano. La importancia de su puerto sería notable en las relaciones comerciales del Reino de España con el Nuevo Mundo. 
No obstante, la fisonomía de la ciudad y el puerto medieval o moderno es casi irreconocible en la actualidad. Factores como la desaparición del antiguo recinto amurallado a finales del siglo XVIII; el posterior relleno de las dársenas; el traslado de la actividad portuaria a nuevos muelles hacia el interior de la bahía y alejados del casco urbano; y finalmente el pavoroso incendio de 1941 y la posterior reconstrucción y reorganización urbana no permite distinguir fácilmente la distribución primigenia de calles y muelles de la ciudad.

## Orígenes y Edad Media

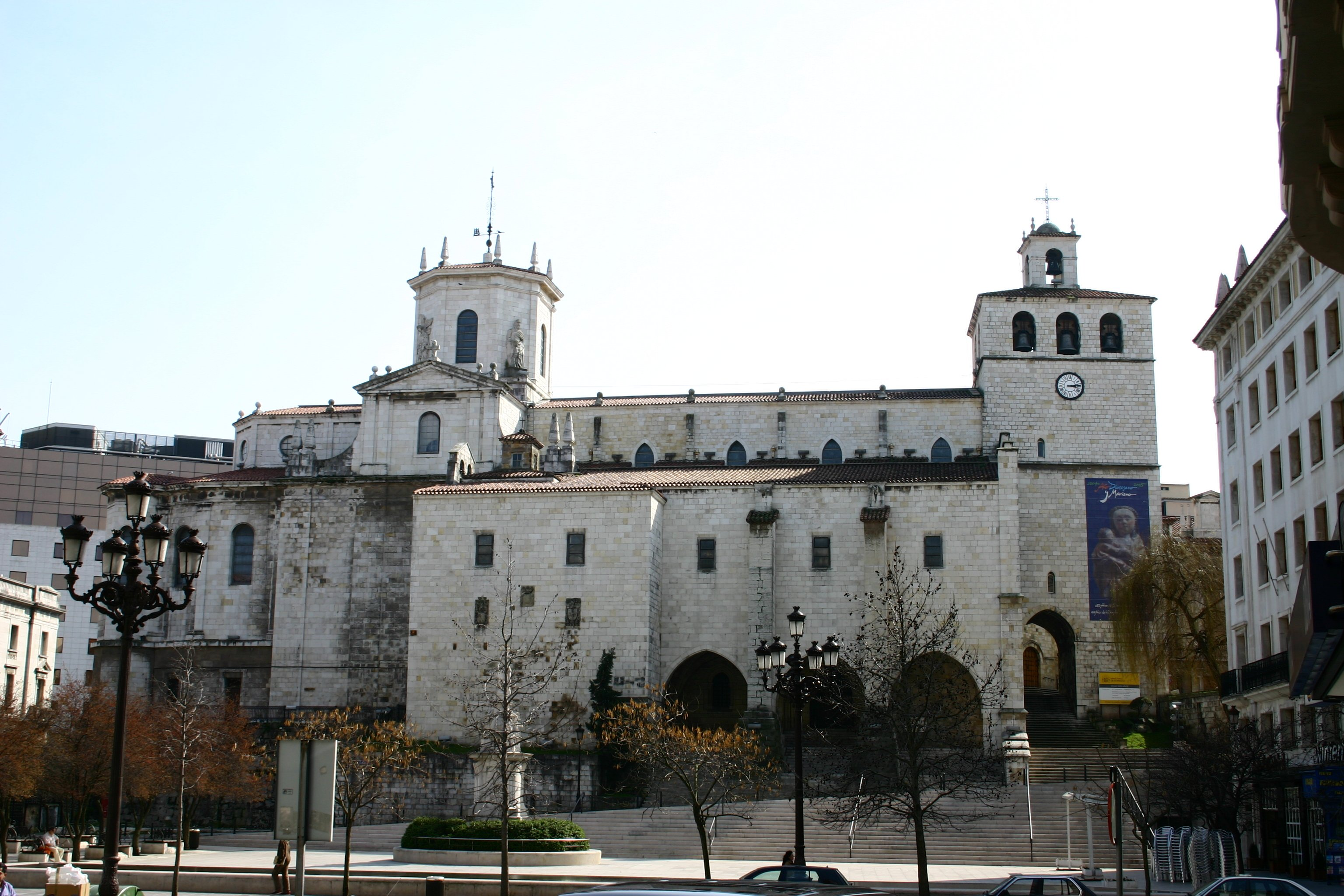
Catedral de Santander, núcleo del asentamiento romano original.

Establecer el origen de los primeros asentamientos humanos en la actual Santander resulta complejo dados los pocos datos escritos y arqueológicos. Sin embargo, el lado norte de la bahía; al abrigo de la misma y a salvo de los temporales del mar Cantábrico y los vientos, en la ladera norte del cerro de Somorrostro y a orillas de la antigua ría de Becedo, parece un lugar bastante adecuado. Por otra parte, las aguas de la bahía alimentadas por amplias rías que en ella desembocan desde el sur, sirven de fuente de alimentación para los allí asentados y la buena visibilidad desde el cerro para avistar los posibles atacantes hacen de este lugar idóneo para la fundación de un poblado estable, donde en definitiva evolucionó a lo largo de toda la Edad Media.
Desde la época romana donde aparecen los primeros datos, la antigua Portus Victoriae Iuliobrigensium en el 26 a. C., que hablan las fuentes romanas, se han hallado restos arqueológicos en la península de la Magdalena (restos de una edificación con suelos de mosaico, un Hermes de bronce y diverso material monetario y cerámico); en el promontorio de San Martín (una villa del s. I d. C. con restos de un hypocaustum de unas termas y diversas monedas de plata y un ánfora del s. I d. C.; y sobre todo en la zona del Cerro de Somorrostro (en latín: summum rostrum, 'promontorio mayor') donde se realizaron excavaciones sistemáticas y aparecieron bajo la actual catedral restos de iglesias de época altomedieval y estructuras de época romana (hypocaustum perteneciente a unas termas, muros de contención y otros edificios, todo ello acompañado de importante material monetario, un sestercio de la época del emperador Trajano, otras monedas de Constantino, etc.) que indican que los romanos llevaban a cabo actividades mineras y comerciales con el puerto como base. También se sabe que eran frecuentes las incursiones de los navegantes nórdicos y, según el historiador Hidacio (siglo V), la población sufrió el saqueo de los hérulos.
En el siglo VIII, el rey Alfonso II de Asturias, funda un monasterio en el cerro de Somorrostro. Más tarde, en 1131, se crea la Abadía de los Cuerpos Santos, que más tarde se convertiría en la catedral de Santander. Según la leyenda, las cabezas de San Emeterio y San Celedonio, mártires decapitados en Calahorra por no confesar su fe católica en el s. III, fueron transportadas en una barca de piedra para proteger ambas reliquias del avance musulmán. Llegaron a Santander, después de dar la vuelta a la Península, chocaron y atravesaron una roca en la entrada de la bahía, (la actual isla de la Horadada) y se instalaron en la cueva bajo la primitiva iglesia del Cerro de San Pedro (Somorrostro). El monasterio existente en dicho lugar los tomó como patronos, colocando sus efigies en el escudo de la iglesia.
Del nombre de San Emeterio, mártir del siglo III, consideran los filólogos que procede el nombre actual de Santander (Sancti Emetherii > Sancti Emderii > Sanct Endere > Santendere > Santanderio > Santander es la secuencia generalmente aceptada).[cita requerida] Una segunda versión lo hace derivar del nombre de San Andrés, con que figura en mapas del siglo XVI.[cita requerida]
El 11 de julio de 1187 el rey Alfonso VIII de Castilla nombró al abad de San Emeterio, señor del pueblo y dotó a la villa de fuero (similar al de Sahagún) que tendía a facilitar el tráfico marítimo, la pesca y el comercio, actividades de las que la Abadía recibía sus tributos, así como de la elaboración de escabeches y las explotaciones vinícolas.

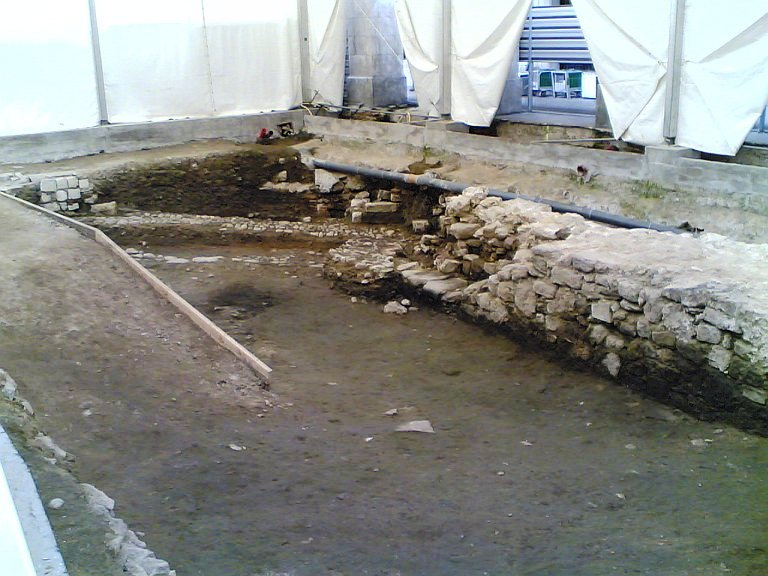
Restos arqueológicos hallados en la Plaza Porticada de la antigua muralla del y de su Puerta del Mar, que comunicaba el puerto con la zona interior de la ciudad y por el que circulaba un trasiego de personas y mercancías.

Durante los siglos XII y XIII la población fue delimitando su estructura dentro del recinto amurallado que toda villa convenía, con dos poblaciones diferenciadas. La Puebla Vieja, más antigua, sobre el cerro de Somorrostro que dominaba la ciudad de cara a la bahía, incluía el castillo, la Abadía de los Cuerpos Santos y los locales dedicados a la artesanía y al comercio, establecidos en dos calles principales, la Rúa Mayor y la Rúa Menor o Carnicerías viejas. La Puebla Nueva, situada en un plano más bajo, contenía el convento de Santa Clara y el de San Francisco, este ya fuera de la puerta que daba nombre a una de las calles principales; otras calles de importancia eran la Rúa de la Sal, Rúa del Palacio, puerta de la Sierra, Cadalso y Rúa del Arcillero. Ambas pueblas estaban unidas por un puente sobre la ría de Becedo que las dividía y llegaba hasta las Atarazanas, los astilleros mandados construir por el rey para aprovechar las maderas de los bosques cantábricos en la construcción de barcos en el siglo XIV. La villa estaba obligada a proporcionar a la monarquía una nao al año.
En 1217 Se inician las obras de construcción de la iglesia principal de la villa en el mismo lugar que las anteriores, donde tras multitud de reformas continuará hasta nuestros días. En 1318 comenzarían las del claustro.
En 1248 Santander participó, junto a otras villas del cantábrico, en la batalla por la conquista de Sevilla, recibiendo como recompensa un escudo de armas que contiene las imágenes de la Torre del Oro y el río Guadalquivir.
El 4 de mayo de 1296, las villas costeras cantábricas formaron la Hermandad de las villas de la marina de Castilla con Vitoria o Hermandad de las marismas, que agrupaba a Santander, Castro Urdiales, Laredo, Vitoria, Guetaria, San Sebastián, Bermeo y Fuenterrabía. Su objetivo era fortalecer su posición comercial con respecto a la competencia del otro lado del golfo de Vizcaya, sobre todo en el comercio de lanas y harinas con las villas de Flandes e Inglaterra. 
En el siglo XIV, el Libro de las Merindades de Castilla (conocido como Becerro de las Behetrías de Castilla) confirma esta condición, la de behetría, para la ciudad, es decir, la define como sólo dependiente de la monarquía, sin deberse a ningún otro señor feudal, exceptuando las prerrogativas del abadengo. Sin embargo, un siglo después, el 25 de enero de 1466, el rey Enrique IV de Castilla cedió la ciudad al marqués de Santillana, lo cual provocó la sublevación de los habitantes, que consiguieron la revocación de la orden real el 8 de mayo de 1467.
La tensión entre los pueblanos nuevos y viejos, encabezados por los clanes de los Giles y Negretes, obligó a la monarquía en el siglo XV a llevar a cabo una reglamentación del gobierno municipal, que puso en manos de dos alcaldes (uno por puebla) y varios regidores.
En 1497 hizo escala en la villa la Armada de Flandes para desembarcar a Margarita de Austria, que venía a casarse con el príncipe Juan de Aragón y Castilla, heredero de los Reyes Católicos. La flota trajo también la peste y fallecieron unas 6000 personas, de una población de 8000. La ruina y el despoblamiento no empezarían a aliviarse hasta tres siglos después. En 1596 otra epidemia destrozó a la población.

## Desarrollo comercial y urbano: Siglos y

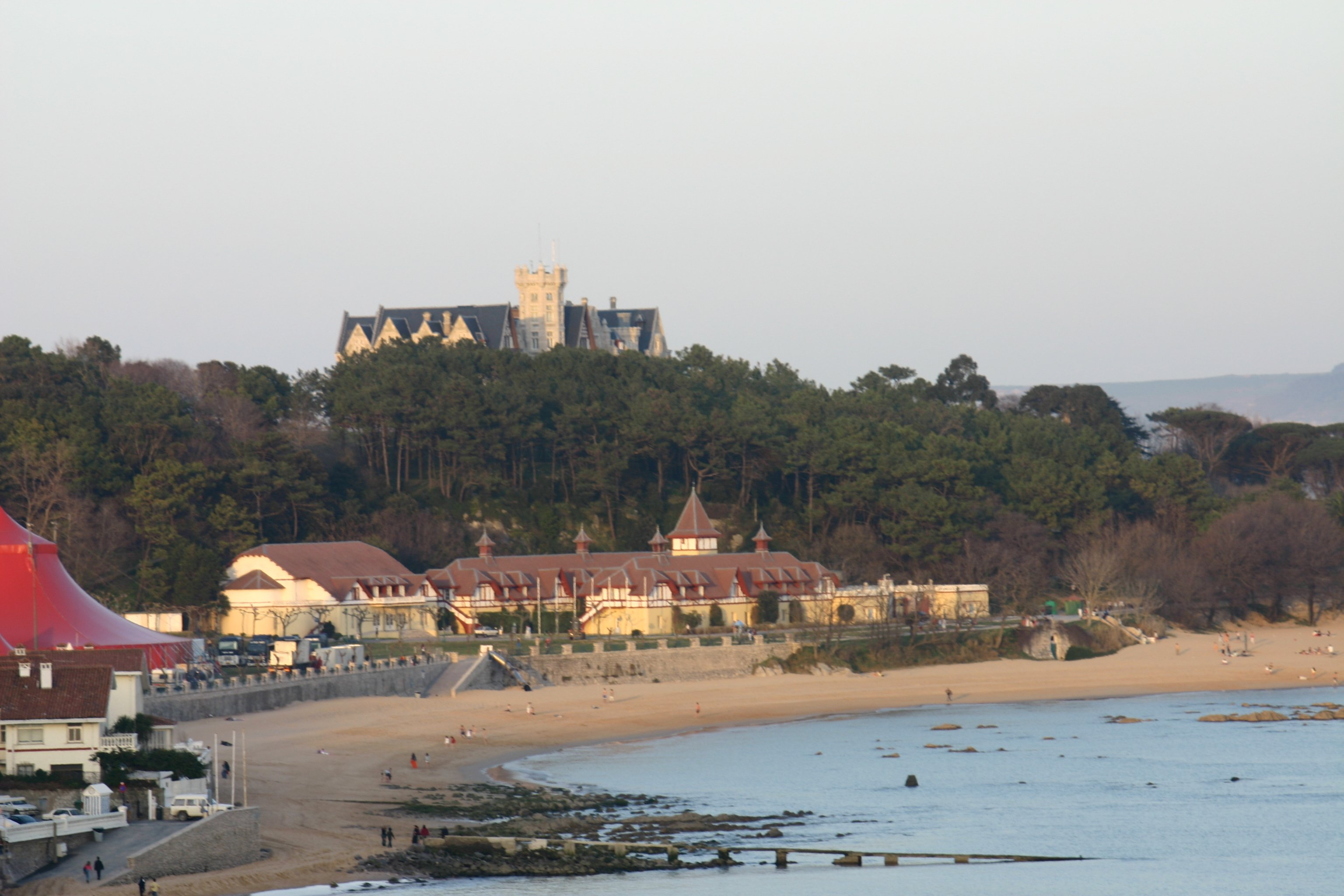
Península de la Magdalena con su palacio.

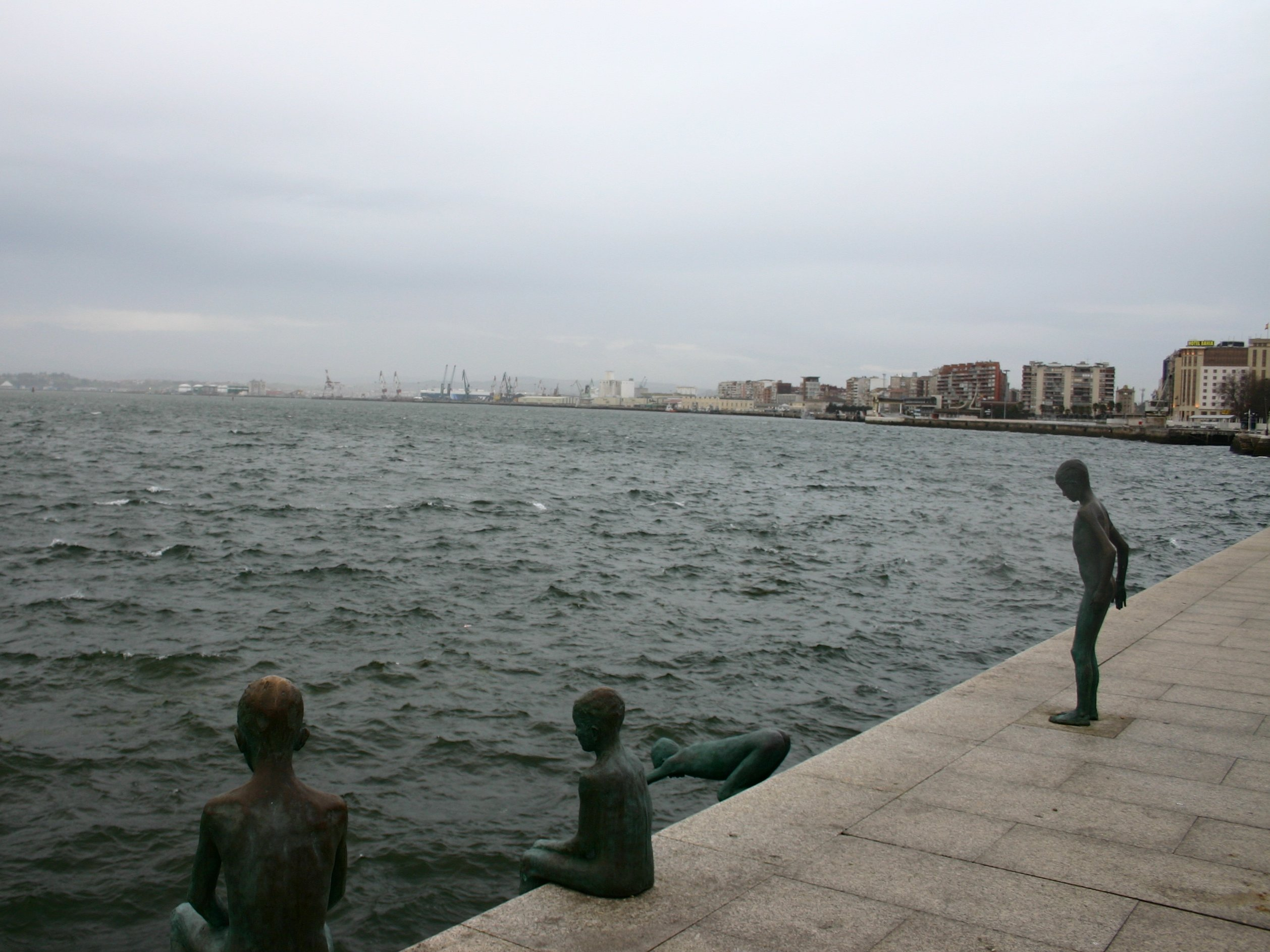
Conjunto escultórico de Los Raqueros.

## Desarrollo comercial y urbano: SiglosXVIIIyXIX

### La formación de la burguesía
Al comenzar el siglo XVIII, la villa de Santander comienza a recuperase de las crisis anteriores, que la habían dejado escasa de población, infraestructuras y lazos comerciales.
En el aspecto administrativo, ya en 1653 había conseguido, junto a las otra villas, que se retirase a Laredo la condición exclusiva de cabeza de partido. En 1748, la posición preeminente se consolida con la orden real de construir el llamado camino de las lanas, que uniría Burgos y Santander, lo que convertiría el puerto en centro del comercio del norte.
En 1754 el apoyo vino de la Iglesia católica, que la estableció como capital de diócesis y concedió al abad la categoría de obispo, con lo cual la Iglesia Colegiata pasó a ser catedral.
En 1755 Fernando VI otorga a Santander el título de ciudad, y en 1783 se crea el llamado Consulado de Mar y Tierra de la muy noble y muy leal ciudad de Santander, entidad encargada de regular el tráfico marítimo con otras ciudades según un modelo liberalizado de comercio. A principios del siglo XIX, Santander encabeza los intercambios del norte de la península con los principales puertos americanos.
Este desarrollo económico trajo consigo la formación de una clase burguesa comerciante que iría consiguiendo sucesivamente la regulación administrativa del territorio, primero como Provincia Marítima (1816), y después como provincia de Santander, en (1833). La evolución continuó durante todo el siglo. Se crearon industrias auxiliares de la navegación (jarcias), de harinas, azúcar, cerveza, etc.; se crearon los astilleros de San Martín y la ciudad se fue estructurando según un modelo racional con la ampliación de los terrenos ganados al mar. El complemento de toda esta actividad fue la inauguración en 1852 del ferrocarril de Alar, que amplió aún más el tráfico con Castilla.
Hasta 1900 el desarrollo de Santander irá unido al comercio creciente con las colonias españolas, siendo el puerto salida de gran parte de los productos de Castilla. Este auge económico hizo florecer una burguesía mercantil que, desde mediados del siglo XVIII a finales del XIX, impulsa el desarrollo urbano de la ciudad con el Ensanche de Santander (que amplía la ciudad hacia el Este en 2.690 metros cuadrados).

### El turismo

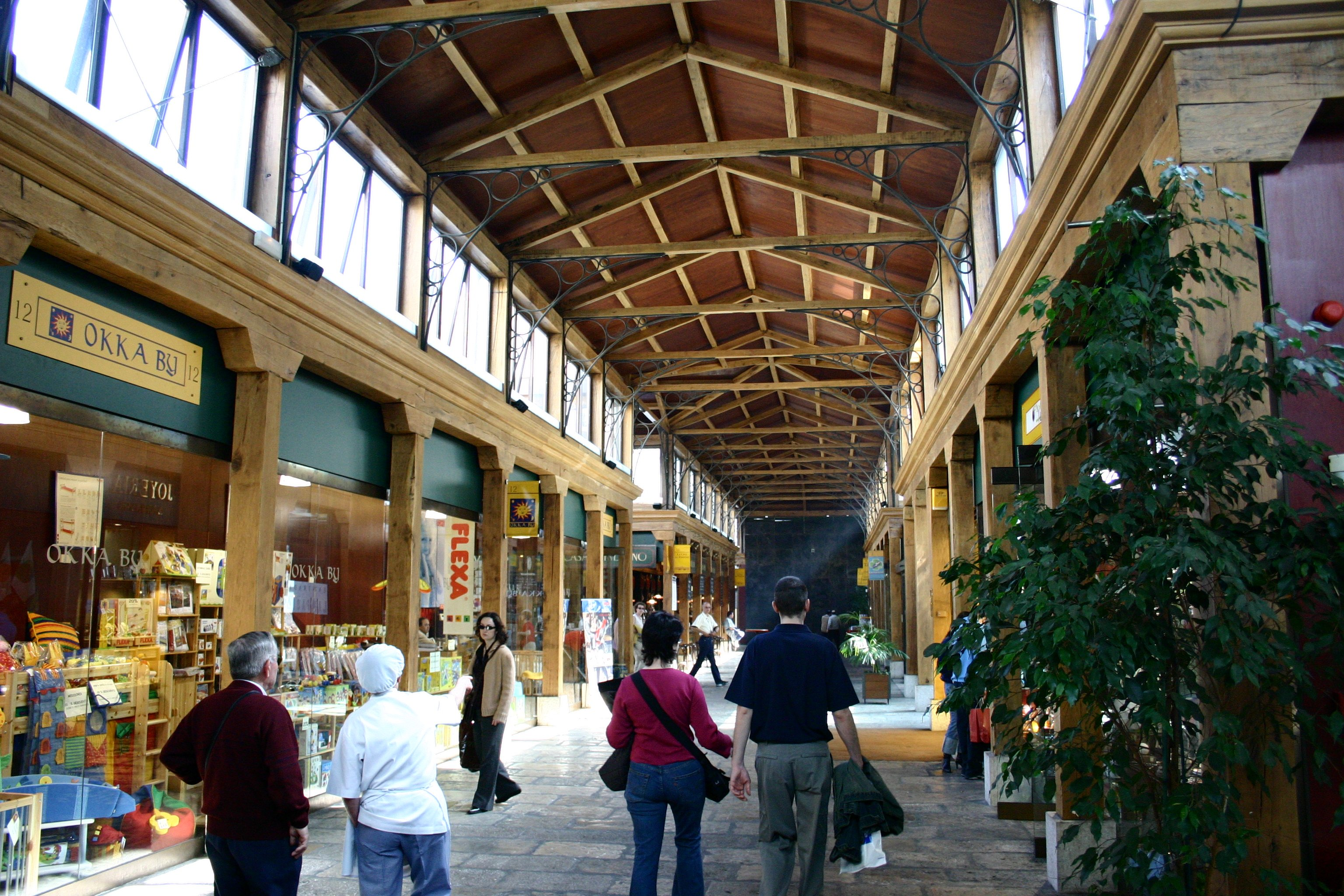
Antiguo Mercado del Este. Construido entre 1839 y 1842. Tras su total demolición y reconstrucción (ambas polémicas), actualmente alberga comercios y exposiciones.

Durante la segunda mitad del siglo XIX, aprovechando el auge de las estaciones balnearias entre las clases acomodadas europeas, que introducían un nuevo concepto de ocio asociado a la salud, una serie de iniciativas hosteleras promocionaron Santander en la Corte por sus playas propicias para los baños de ola (la primera temporada se anunció en la prensa en 1856) e impulsaron la creación de la ciudad-balnerario de El Sardinero, que se consolidó como destino estival de la alta sociedad española a principios del siglo XX.
Durante el reinado del rey Alfonso XIII de España, Santander se convirtió en el lugar de veraneo favorito de la corte. En 1908 la ciudad construyó y regaló al rey el Palacio de la Magdalena. Actualmente continúa siendo un enclave turístico importante del norte de España, con playas como la de El Sardinero (2 km de longitud) o la de la Península de la Magdalena, que atraen a un buen número de visitantes, procedentes, en su mayoría, de otras comunidades españolas.

## ElsigloXX

### Catástrofes y reconstrucción

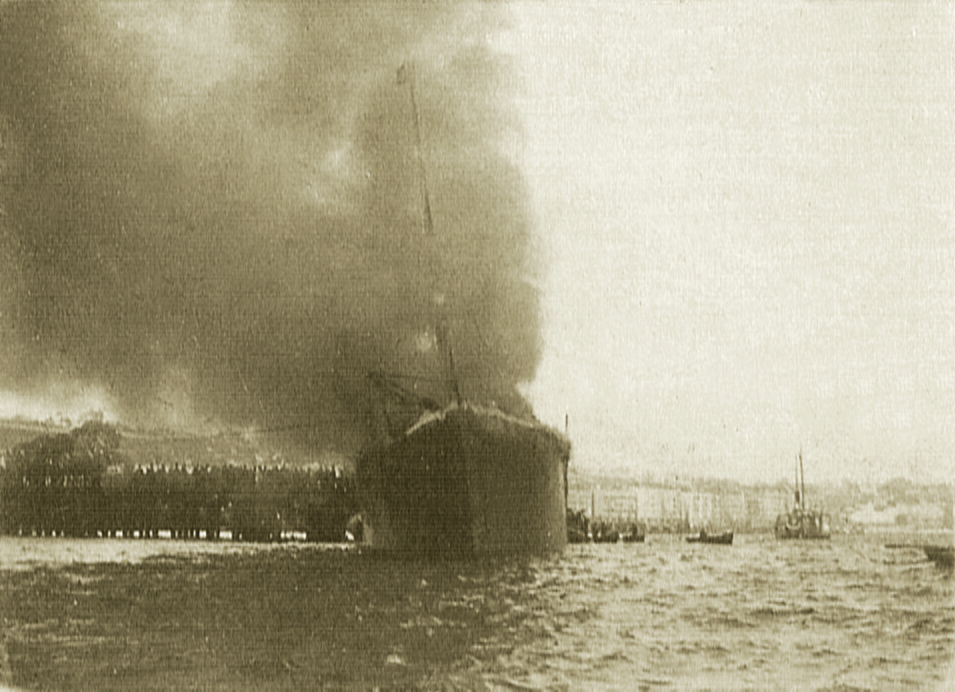
El Cabo Machichaco ardiendo atracado en el muelle.

#### Explosión delCabo Machichaco
El día 3 de noviembre de 1893, el buque vizcaíno Cabo Machichaco atracó en el muelle de Santander cargado con 51 toneladas de dinamita en la bodega y depósitos de ácido sulfúrico en cubierta. La normativa sobre mercancías peligrosas venía siendo incumplida sistemáticamente por autoridades y fletadores. A mediodía, se declaró un incendio en el barco que atrajo a las tripulaciones de otros barcos, equipos de extinción, autoridades y curiosos. Poco después se produjo la explosión de la carga. El balance fue de 590 muertos y 525 heridos.
Cabe destacar que en aquel momento había 50.000 censados en la ciudad de Santander. Fallecieron la mayor parte de las autoridades civiles y militares de Santander, incluido el gobernador civil, además de bomberos, trabajadores y curiosos que se habían acercado a observar como ardía el barco. Se destruyó también la única bomba de agua con la que contaba la ciudad.
Además de lo evidente del desastre, que fueron las víctimas mortales y los heridos, las infraestructuras cercanas al lugar de la explosión se vieron dañadas y algunos edificios no resistieron la onda expansiva, la cual destruyó casi todas las casas de la calle Méndez Núñez.

#### El incendio de 1941

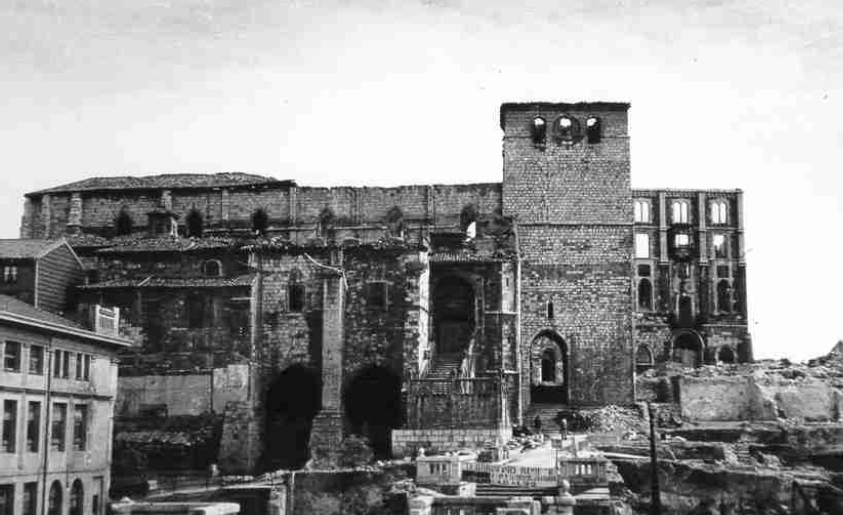
La catedral de Santander tras el incendio de 1941.

Posteriormente, en 1941 se produjo un incendio que, iniciado en la madrugada del 15 al 16 de febrero en la calle Cádiz, en las proximidades de los muelles, y avivado por un fuerte viento Sur, arrasó durante dos días toda la parte histórica de la ciudad, cuyas calles estrechas y casas de estructuras de madera y fachadas con miradores facilitaban la difusión de las llamas. En esta ocasión hubo una sola víctima, un bombero en labores de extinción, aunque miles de familias perdieron sus hogares y la ciudad quedó sumida en el caos.
El incendio destruyó la mayor parte de la puebla medieval (37 calles que ocupaban 14 hectáreas, en la zona de mayor densidad de población) y su reconstrucción estuvo precedida por un proceso de renovación urbana que cambió parte importante de la configuración de la ciudad. La necesidad de alojar a un importante número de familias que se quedaron sin casa tras el incendio dio lugar a una expansión urbana y a una configuración organicista de Santander. Así, además de varios edificios y ampliaciones de calles, entre 1941 y 1950 se crearon los barrios de Santos Mártires (162 viviendas), José María de Pereda (111), Pedro Velarde (348), el Poblado Canda-Landaburu (200) y el Poblado de Pescadores Sotileza (294), elBarrio Pesquero.
En la zona afectada por el incendio se construyeron aproximadamente la mitad de viviendas populares que las que se destinaron a residencia burguesa, fenómeno claramente ilustrativo de la nueva dimensión social y funcional que se logró imponer en esta área central y, por tanto, de gran valor en el conjunto urbano.
Para el año 1954 estaba prácticamente finalizada esta amplia labor de reconstrucción con un resultado de cinco nuevos edificios públicos y 170 privados, aunque la ciudad no se reconstruyó totalmente hasta 25 años después de la tragedia. Así pues, el incendio y la posterior reconstrucción del centro trajeron consigo dos consecuencias claves para la actual ciudad de Santander. Por un lado, se produjo una profunda transformación tanto morfológica como funcional del espacio urbano central que supuso un proceso de renovación urbana anterior al de otras ciudades españolas. Por otra parte, se desencadenó una movilización no espontánea de población de grandes proporciones que, en última instancia, deja sus huellas en la estructuración socio-urbana actual.

### Crecimiento urbano

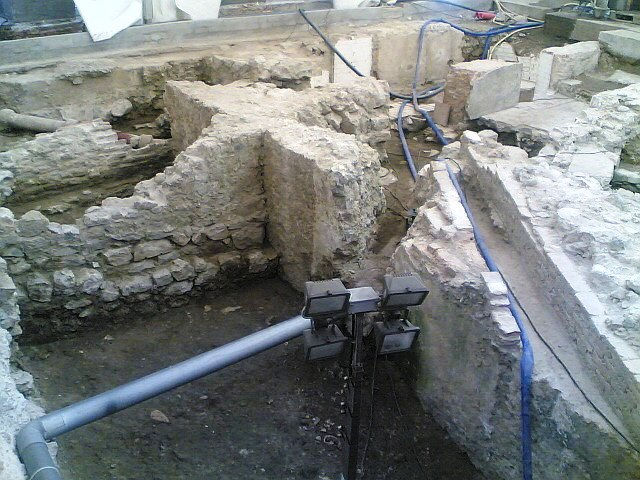
A los restos arqueológicos de la ciudad primigenia se superponen edificios más modernos en un espacio profundamente urbanizado y en constante evolución, como es la Plaza Porticada. En la imagen vestigios de la antigua muralla de la ciudad junto con canalizaciones y los restos de un baño público anteriores al incendio de 1941.

Desde los años 1950 a los 70 el crecimiento urbano toma un carácter desordenado y especulativo con la construcción de numerosas promociones de bloques de viviendas de escasa calidad y nula urbanización para el alojamiento de la población trabajadora.
En los últimos decenios el crecimiento de Santander desborda la periferia de la ciudad con construcciones inmobiliarias de menor tamaño y destinadas a la residencia de primera y segunda vivienda (esta última de especial importancia). Destaca la zona de El Sardinero, que cambia su morfología de ciudad-jardín a área residencial y de ocio de Santander, la zona de Nueva Montaña con terrenos industriales recuperados para la actividad residencial y comercial, el cierro del Alisal, la avenida de Los Castros y la expansión urbana a lo largo de la ladera norte de la Vaguada de las Llamas.
En los años 1980 el puerto de Santander fue desplazado del centro de la ciudad y durante los últimos años Santander está en un proceso de recuperación de su margen sur frente a la Bahía de Santander. El traslado de toda la actividad portuaria al Puerto de Raos ha sido paulatino, a excepción el tráfico marítimo de pasajeros que se centraliza en su estación marítima frente al Paseo de Pereda (la terminal de ferry).
Actualmente el crecimiento de la actividad portuaria, el incremento del tráfico de mayor valor añadido (vehículos y contenedores principalmente frente a los graneles líquidos y sólidos) que requieren para su almacenaje una gran cantidad de un suelo ya escaso y el insuficiente calado para algunos tipos de buques, está obligando la Autoridad Portuaria a considerar la construcción a largo plazo de un puerto exterior fuera de la bahía. El 29 de junio de 2005 Santander celebró el 250 aniversario de la concesión del título de ciudad.

## Modernización
Durante la próxima década está prevista una profunda modernización y un gran enriquecimiento infraestuctural y cultural de la ciudad fruto de la colaboración del Gobierno de Cantabria con el Ayuntamiento de Santander. Algunos de los elementos que componen este largo proceso ya están finalizados, mientras que a otros les quedan incluso más de diez años para su inauguración.
Estos son algunos de dichos proyectos:

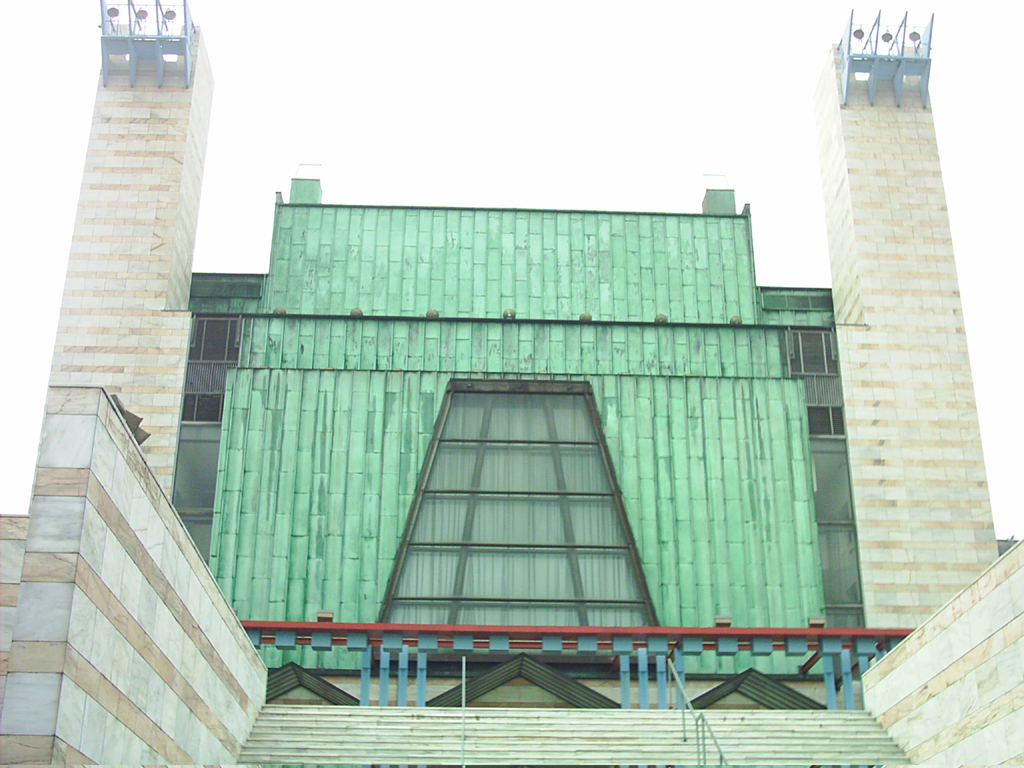
Palacio de Festivales, junto a la bahía.

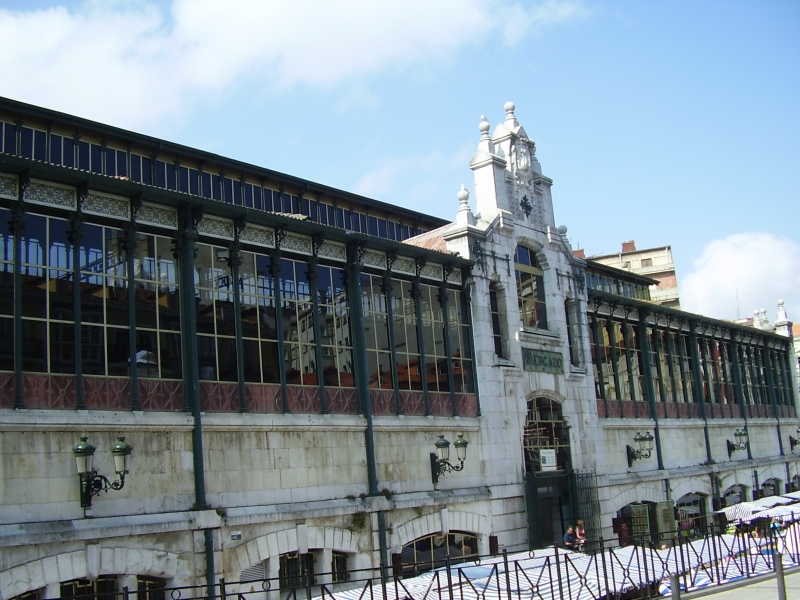
Inaugurado en 1904, el Mercado de La Esperanza es una muestra de arquitectura modernista de los arquitectos Eduardo Reynals y Juan Moya.

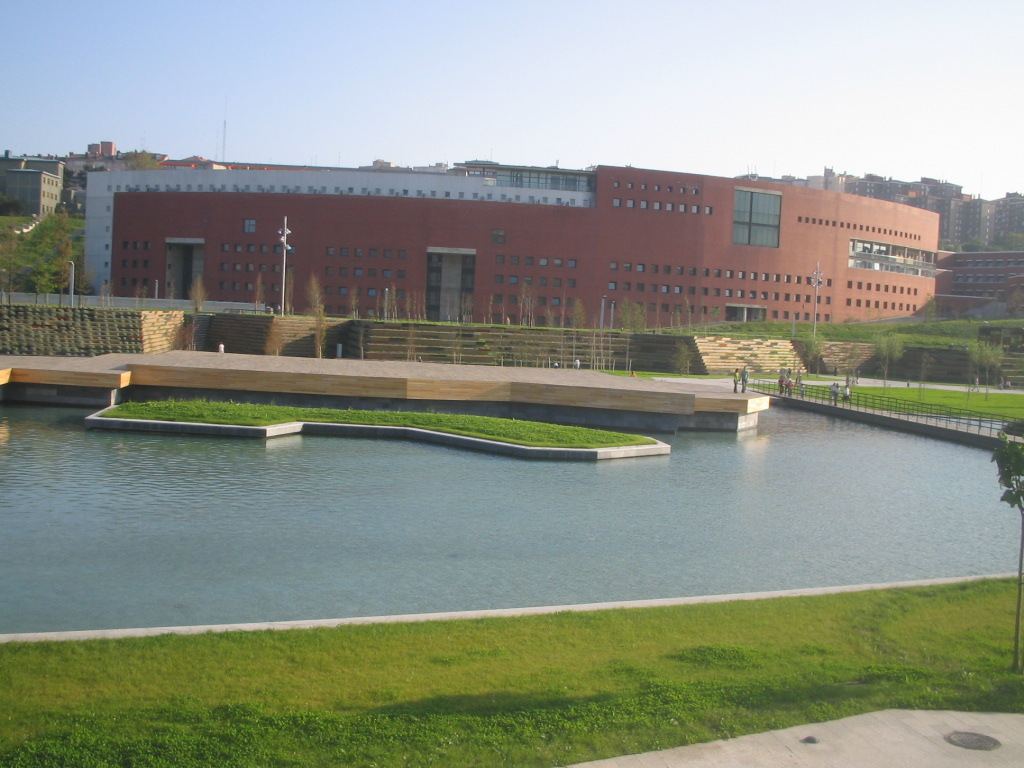
El estanque del Parque Atlántico de las Llamas en primer término, y de fondo la Facultad de Telecomunicaciones de la Universidad de Cantabria.

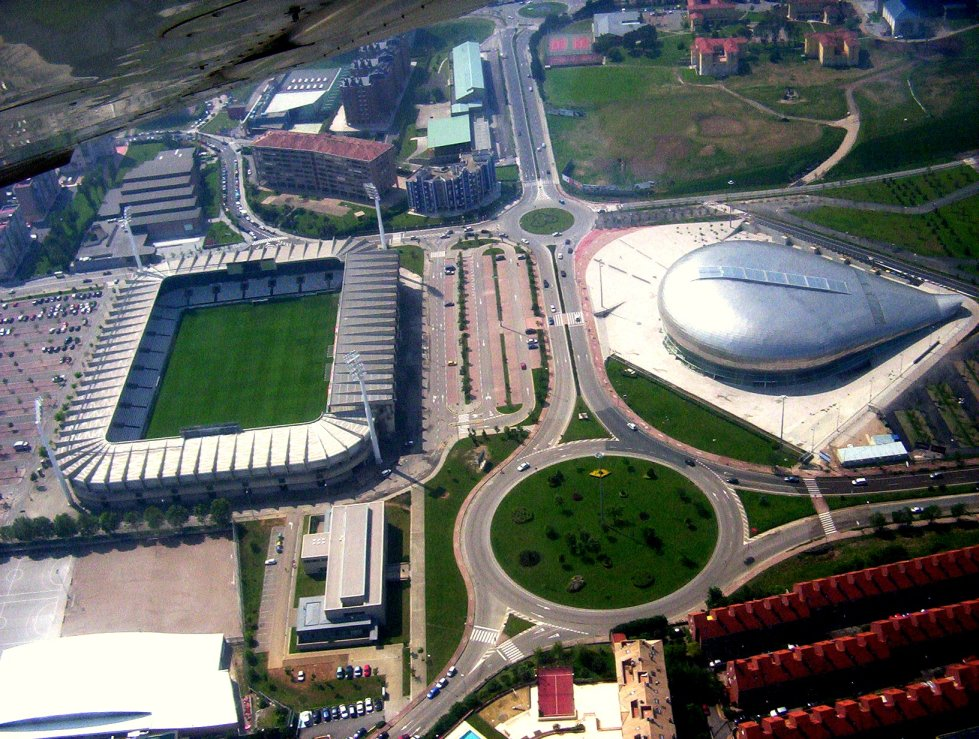
Vista aérea del Palacio de Deportes de Santander y de los Campos de Sport del Sardinero.

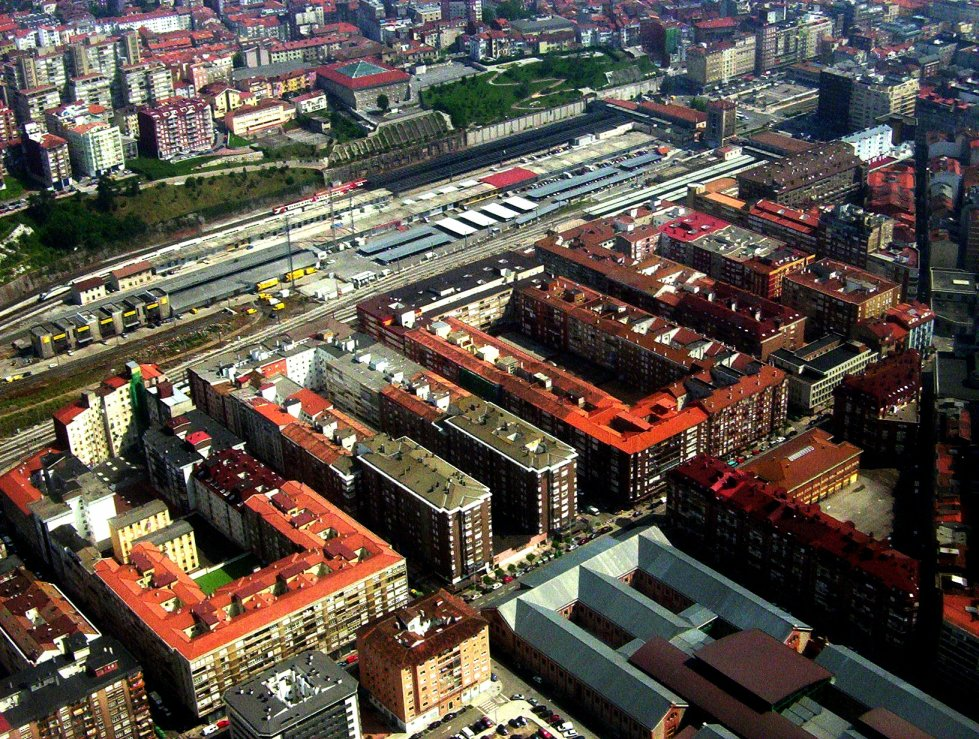
Vista aérea de las estaciones de ferrocarriles de Santander. Está en proyecto la unificación, soterramiento y rehabilitación de las estaciones.

### Proyectos finalizados
- Construcción del Palacio de Deportes de Santander;
- Construcción del Palacio de Exposiciones y Congresos;
- Rehabilitación del Mercado del Este;
- Remodelación y reapertura del Museo Marítimo del Cantábrico;
- Construcción de la nueva lonja;
- Rehabilitación y limpieza de las fachadas y claustro de la Catedral;
- Ampliación del Centro de Alto Rendimiento de vela Príncipe Felipe;
- Construcción del almacén de carbón de Raos;
- Semipeatonalización de las plazas de Velarde y el Príncipe;
- Instalación de nuevos Juzgados en la calle Ruamayor;
- Construcción de VPO en Nueva Montaña;
- Remodelación de las aceras en las calles céntricas;
- Construcción del Funicular de Río de la Pila;
- Instalación de la Biblioteca Central de Cantabria y el Archivo en el antiguo edificio de Tabacalera de Marqués de la Hermida;
- Construcción del puente levadizo de Maliaño;
- Construcción del Parque Atlántico de las Llamas;
- Instalación de un sistema de recogida hidráulica de basuras en Castilla-Hermida;
- Rehabilitación del Ayuntamiento de Santander;
- Conversión del antiguo Palacio del Mueble en sede de la consejería de Obras Públicas.
- Construcción del museo de muelles con partes de la murallas;
- Construcción del Parque Científico y Tecnológico de Cantabria;
- Construcción de la autovía A-67
- Rehabilitación de la batería de San Pedro de la Maruca y castillo;
- Construcción del Puente de Arenas, sobre la S-20;
- Construcción de las autovía S-30;
- Rehabilitación del Palacio de los Riva-Herrera en Pronillo;

- Construcción del Centro Botín de Arte y Cultura en el Frente Marítimo, del arquitecto Renzo Piano;

### Proyectos a corto plazo
- Rehabilitación y Conversión del antiguo Convento de Santa cruz en Juzgados.
- Construcción de un gran parque y VPO en La Remonta;
- Peatonalización total de numerosas calles céntricas;

### Proyectos a medio plazo
- Construcción de un parque e instalación de un ascensor en la peña de Peñacastillo;
- Ampliación de carreras en la Universidad de Cantabria;
- Traslado del Campo de golf municipal a La Maruca;
- Construcción del Museo de arte contemporáneo de Cantabria en el Parque Atlántico de las Llamas;
- Unificación, soterramiento y rehabilitación de las estaciones de tren de las redes de ancho métrico y ancho ibérico de Adif;
- Llegada del AVE del Cantábrico y Santander-Madrid;
- Creación de una Ciudad deportiva en el vecino municipio de Santa Cruz de Bezana;
- Utilización del edificio del Banco de España;

### Proyectos a largo plazo
- Construcción de unos nuevos Campos de Sport de El Sardinero y centro de ocio en Las Llamas;
- Derribo de los Campos de Sport de El Sardinero y construcción de un nuevo palacio de exposiciones en su lugar;
- Conversión del Juan Sebastián Elcano en un museo situado en Gamazo;
- Construcción de las líneas de tranvía y metro;
- Construcción de la Autovía Dos Mares;
- Conversión de la fragata Extremadura en un museo naval;
- Ampliación del puerto